# یوزف شروبک
یوزف شروبک (چکی: Josef Šroubek; ۲ دسامبر ۱۸۹۱ – ۲۹ اوت ۱۹۶۴) بازیکن فوتبال و بازیکن هاکی روی یخ اهل چکسلواکی بود.
از باشگاه‌هایی که در آن بازی کرده‌است می‌توان به باشگاه فوتبال اسپارتا پراگ اشاره کرد.